# From the World of John Wick: Ballerina
From the World of John Wick: Ballerina (of kortweg Ballerina) is een Amerikaanse actiefilm uit 2025, geregisseerd door Len Wiseman. Het is de vijfde film in de John Wick-franchise en een spin-off die zich afspeelt tussen de gebeurtenissen van John Wick: Chapter 3 – Parabellum (2019) en John Wick: Chapter 4 (2023). De hoofdrol wordt vertolkt door Ana de Armas.

## Verhaal
De ballerina Eve Macarro is een huurmoordenaar die begint te trainen in de moordtradities van de "Ruska Roma" en gaat op pad om wraak te nemen voor de dood van haar vader.

## Rolverdeling
| Acteur                  | Personage            |
| ----------------------- | -------------------- |
| Ana de Armas            | Eve Macarro          |
| Keanu Reeves            | John Wick            |
| Ian McShane             | Winston Scott        |
| Anjelica Huston         | "The Director"       |
| Gabriel Byrne           | "The Chancellor"     |
| Catalina Sandino Moreno | Lena                 |
| Ava Joyce McCarthy      | Ella                 |
| Juliet Doherty          | Tatiana              |
| Norman Reedus           | Daniel Pine          |
| Lance Reddick           | Charon               |
| Sharon Duncan-Brewster  | Nogi, Eves mentor    |
| David Castañeda         | Javier               |
| Victoria Comte          | jonge Eve            |
| Robert Maaser           | Dex                  |
| Choi Soo-young          | Katla Park           |
| Jung Doo-hong           | Il Song              |
| Rila Fukushima          | Petra                |
| Abraham Popoola         | Frank                |
| Waris Ahluwalia         | The Eye              |
| Daniel Bernhardt        | Scarred Eye Assassin |

## Productie
In juli 2017 verwierf Lionsgate Films het spec-script van Ballerina van Shay Hatten. Hatten herschreef het script en het maakte het een onderdeel van de John Wick-franchise. De concepten van Ballerina werden uiteindelijk verwerkt in de derde film, John Wick: Chapter 3 – Parabellum (2019), met een ballerina gespeeld door Unity Phelan. Aan het einde van het jaar werd het script opgenomen in de "Black List" van beste niet-geproduceerde scenario's van 2017. In oktober 2019 werd Len Wiseman aangesteld als regisseur en in mei 2020 werd Chad Stahelski bevestigd als producent. Ballerina werd officieel aangekondigd in april 2022, en Ana de Armas werd bevestigd als vervanger van Unity Phelan, die het personage in Parabellum vertolkte, in de hoofdrol. In december van dat jaar was de rest van de hoofdcast compleet.

### Filmopnames
De filmopnames gingen in november 2022 van start en vonden plaats in Praag, Tsjechië. Extra actiescènes werden opgenomen vanaf februari 2024.

## Muziek
In april 2023 werden Marco Beltrami en Anna Drubich ingehuurd als componisten. Beltrami had eerder met Wiseman gewerkt aan Underworld: Evolution (2006) en Live Free or Die Hard (2007). Later, in september 2024, werd het duo vervangen door de vaste franchisecomponisten Tyler Bates en Joel J. Richard. Op 9 mei 2025 werd "Hand That Feeds" uitgebracht als de eerste single van de soundtrack van de film, uitgevoerd door Halsey en Evanescence-frontvrouw Amy Lee.

## Release en ontvangst
From the World of John Wick: Ballerina ging op 4 juni 2025 in première in een aantal landen waaronder België en kwam op 6 juni 2025 in de Amerikaanse bioscopen. De film stond oorspronkelijk gepland om op 7 juni 2024 in première te gaan. De film kreeg overwegend positieve kritieken van de filmcritici, met een score van 76% op Rotten Tomatoes, gebaseerd op 299 beoordelingen.

### Kassaopbrengsten
From the World of John Wick: Ballerina ging op 6 juni 2025 in de Amerikaanse bioscopen in première met de verwachting van een bruto-opbrengst in het openingsweekend van 28 à 30 miljoen Amerikaanse dollars in 3400 bioscopen. De film bracht uiteindelijk 24,5 miljoen dollar op in zijn openingsweekend en eindigde daarmee op de tweede plaats aan de kassa. Op 9 juni 2025 had de film, samen met de opbrengst van 26 miljoen dollar in de andere gebieden, een totale opbrengst van 50,5 miljoen dollar.